# Michael T. Weiss
Michael T. Weiss (Chicago, Illinois, 1962. február 2. –) amerikai színész. A Kaméleon című sorozat főszereplője.

## Élete
Már gyermekkorában kamera előtt szerepelt, reklámokban és tévéfilmekben tűnt fel, majd a középiskola után beiratkozott a Californiai Egyetem dráma szakára, ahol 1984-ben szerezte meg diplomáját.
Első igazi nagy szerepe Dr. Mike Horton volt az Életünk napjaiban, de emellett több televíziós minisorozatban is játszott. 1992-ben a hazánkban is bemutatott Malubu Road 2000-ben tűnt fel Drew Barrymore és Jennifer Beals mellett. Ismertebb szerepe még a homoszexuális témájú vígjáték, a Jeffrey, melyben egy meleg férfit alakított. 1995-ben szerepet kapott az Oliver Stone, Pokolsztrádájában.
Az igazi áttörést a Kaméleon (The Pretender) című sorozatban Jarod szerepe hozta meg számára.
A színház is közel áll hozzá, manapság színműíróként dolgozik. Személyi edzőként olyan hírességek testét tökéletesítette, mint az egykori James Bond, Pierce Brosnan vagy James Brolin. Elkötelezett környezetvédőként az Earth Communications Office igazgatósági tagja, a háza vegymentesen van kialakítva és minimális elektromosságot használ, valamint vegyes üzemű autót vezet (Toyota Prius).

## Részleges filmográfia
| Év   | Magyar cím                      | Eredeti cím                                   | Szerep         | Megjegyzés     |
| ---- | ------------------------------- | --------------------------------------------- | -------------- | -------------- |
| 2005 | Iowa                            | Iowa                                          | Esper Harte    |                |
| 2002 | Bostoni halottkémek             | Crossing Jordan                               | James Horton   |                |
| 2002 | Véres sorok                     | Written in Blood                              | Matthew Ransom |                |
| 2001 | Csontok                         | Bones                                         | Lupovich       |                |
| 2001 | Kaméleon – Az elátkozott sziget | The Pretender: Island of the Haunted          | Jarod          | TV film        |
| 2001 | Kaméleon – A renegát            | The Pretender 2001                            | Jarod          | TV film        |
| 1996 | A Kaméleon                      | The Pretender                                 | Jarod          | TV filmsorozat |
| 1996 | Pokolsztráda                    | Freeway                                       | Larry          |                |
| 1995 | Jeffrey – Valami más            | Jeffrey                                       | Steve          |                |
| 1992 | Malibu Road 2000                | 2000 Malibu Road                              | Roger Tabor    | TV film        |
| 1990 | A nagy Los Angeles-i földrengés | The Big One: The Great Los Angeles Earthquake | Larry          |                |
| 1988 | Üvöltés 4. – A vérfarkasklán    | Howling IV: The Original Nightmare            | Richard Adams  | TV film        |
| 1988 | Vigyék a lányaimat, kérem       | Take My Daughters, Please                     | Joe Blake      | TV film        |